# 遠野市
遠野市（とおのし）は、岩手県内陸部にある都市。
柳田國男の『遠野物語』の舞台となった町であり、河童や座敷童子などが登場する「遠野民話」が伝わる。

## 地理

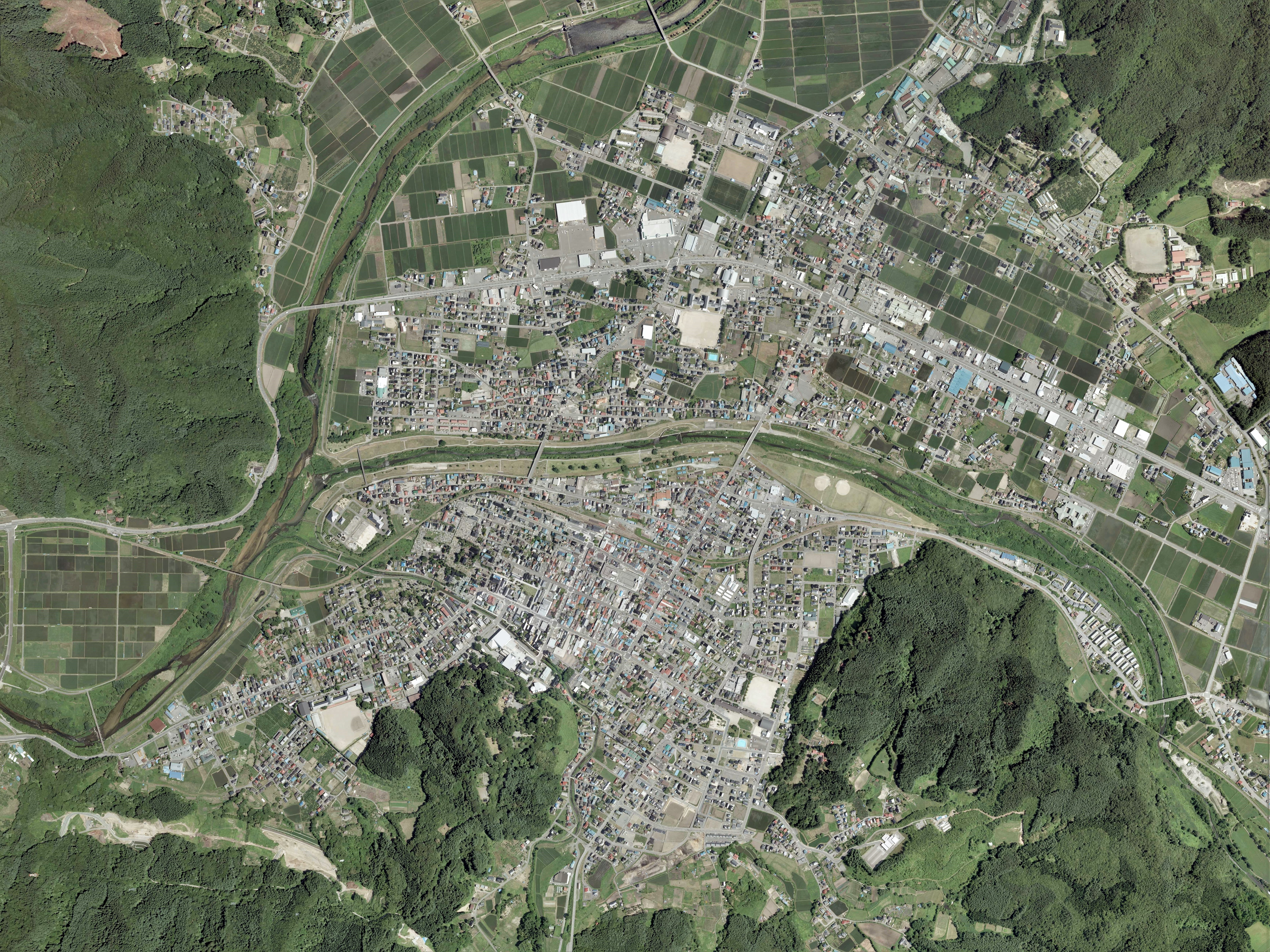
遠野市中心市街地周辺の空中写真。2015年7月7日撮影の11枚を合成作成。
。

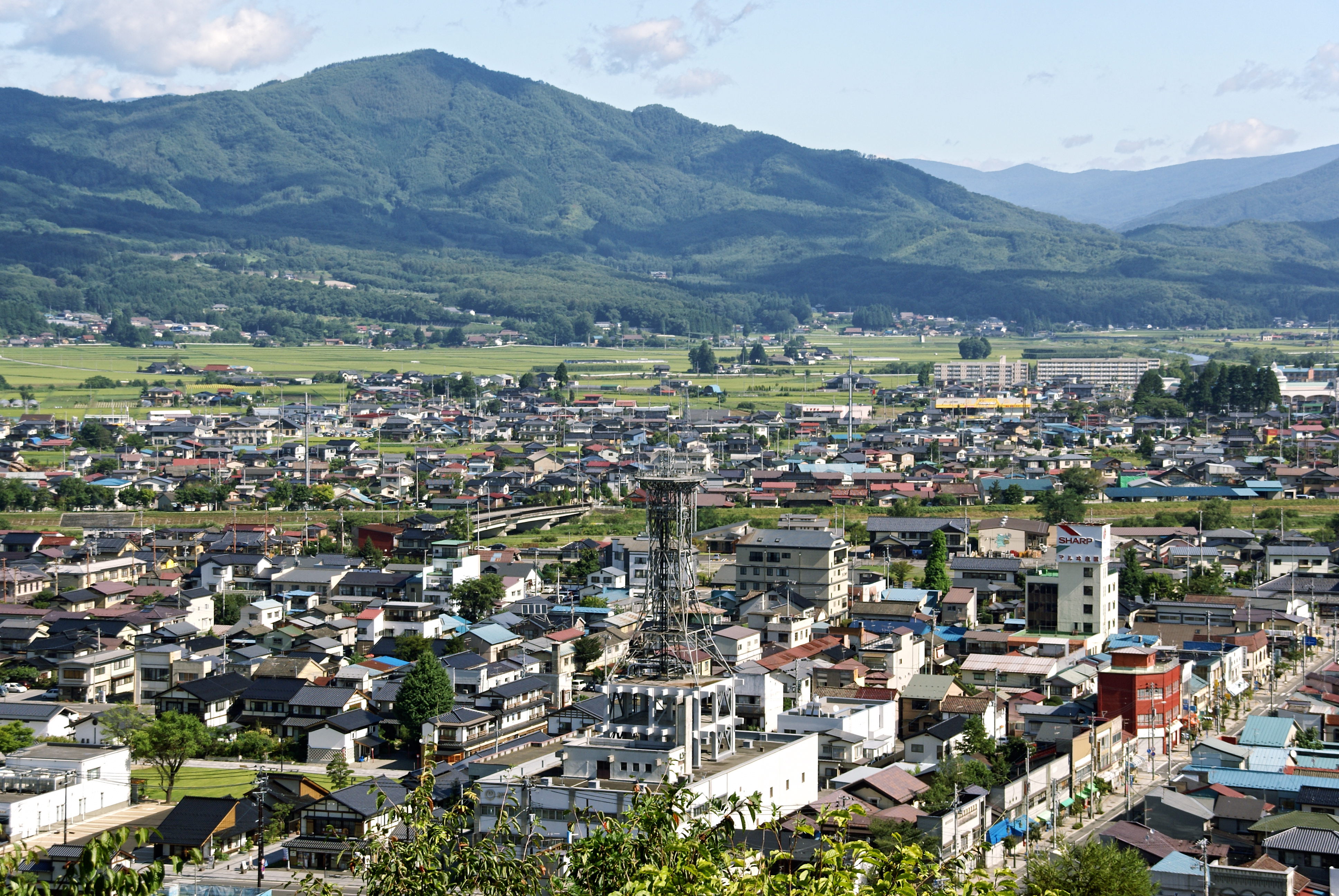
鍋倉公園から望む遠野市街。

### 位置と地形
岩手県南東部の内陸に位置する。市のほぼ全域が、北上川の支流である猿ヶ石川の最上流域にあたり、中央部は北上山地最大の盆地である遠野盆地となっている。また、岩手県で2番目に高い山である早池峰山の一部も市域にある。

### 自然
- 山岳：早池峰山、薬師岳など
- 河川：早瀬川、小鳥瀬川、猿ヶ石川など

### 人口
| |                                        |  |
| 遠野市と全国の年齢別人口分布（2005年） | 遠野市の年齢・男女別人口分布（2005年） |  |
| ■紫色 ― 遠野市 ■緑色 ― 日本全国 | ■青色 ― 男性 ■赤色 ― 女性              |  |
| 遠野市（に相当する地域）の人口の推移 \| 1970年（昭和45年） \| 40,768人 \| \| \| 1975年（昭和50年） \| 38,146人 \| \| \| 1980年（昭和55年） \| 37,382人 \| \| \| 1985年（昭和60年） \| 36,312人 \| \| \| 1990年（平成2年） \| 34,923人 \| \| \| 1995年（平成7年） \| 33,898人 \| \| \| 2000年（平成12年） \| 33,108人 \| \| \| 2005年（平成17年） \| 31,402人 \| \| \| 2010年（平成22年） \| 29,331人 \| \| \| 2015年（平成27年） \| 28,062人 \| \| \| 2020年（令和2年） \| 25,366人 \| \| |                                        |  |
| 総務省統計局 国勢調査より |                                        |  |
| 1970年（昭和45年） | 40,768人                               |  |
| 1975年（昭和50年） | 38,146人                               |  |
| 1980年（昭和55年） | 37,382人                               |  |
| 1985年（昭和60年） | 36,312人                               |  |
| 1990年（平成2年） | 34,923人                               |  |
| 1995年（平成7年） | 33,898人                               |  |
| 2000年（平成12年） | 33,108人                               |  |
| 2005年（平成17年） | 31,402人                               |  |
| 2010年（平成22年） | 29,331人                               |  |
| 2015年（平成27年） | 28,062人                               |  |
| 2020年（令和2年） | 25,366人                               |  |

平成27年国勢調査より前回調査からの人口増減をみると、4.33％減の28,062人であり、増減率は県下33市町村中10位。

## 気候
寒暖の差が大きく気温の年較差、日較差が大きい顕著な大陸性気候である。降雪量が多く、周辺の自治体と同様に豪雪地帯に指定されている。
冬季は、放射冷却により、気温が-20℃を下回ることもある。近年では2021年1月9日に-22.3℃を観測している。
- 最高気温極値 36.5℃（2007年8月14日）
- 最低気温極値 -22.5℃（1978年2月15日）| 遠野（1991年 - 2020年）の気候      | 遠野（1991年 - 2020年）の気候 | 遠野（1991年 - 2020年）の気候 | 遠野（1991年 - 2020年）の気候 | 遠野（1991年 - 2020年）の気候 | 遠野（1991年 - 2020年）の気候 | 遠野（1991年 - 2020年）の気候 | 遠野（1991年 - 2020年）の気候 | 遠野（1991年 - 2020年）の気候 | 遠野（1991年 - 2020年）の気候 | 遠野（1991年 - 2020年）の気候 | 遠野（1991年 - 2020年）の気候 | 遠野（1991年 - 2020年）の気候 | 遠野（1991年 - 2020年）の気候 |
| 月                                 | 1月                           | 2月                           | 3月                           | 4月                           | 5月                           | 6月                           | 7月                           | 8月                           | 9月                           | 10月                          | 11月                          | 12月                          | 年                            |
| ---------------------------------- | ----------------------------- | ----------------------------- | ----------------------------- | ----------------------------- | ----------------------------- | ----------------------------- | ----------------------------- | ----------------------------- | ----------------------------- | ----------------------------- | ----------------------------- | ----------------------------- | ----------------------------- |
| 最高気温記録 °C （°F）             | 12.5 (54.5)                   | 17.2 (63)                     | 20.5 (68.9)                   | 28.1 (82.6)                   | 32.4 (90.3)                   | 33.7 (92.7)                   | 35.3 (95.5)                   | 36.5 (97.7)                   | 33.9 (93)                     | 27.8 (82)                     | 24.2 (75.6)                   | 17.6 (63.7)                   | 36.5 (97.7)                   |
| 平均最高気温 °C （°F）             | 1.7 (35.1)                    | 2.7 (36.9)                    | 7.1 (44.8)                    | 14.0 (57.2)                   | 20.0 (68)                     | 23.5 (74.3)                   | 26.8 (80.2)                   | 28.0 (82.4)                   | 23.7 (74.7)                   | 17.7 (63.9)                   | 11.0 (51.8)                   | 4.3 (39.7)                    | 15.0 (59)                     |
| 日平均気温 °C （°F）               | −2.4 (27.7)                   | −1.8 (28.8)                   | 1.9 (35.4)                    | 7.8 (46)                      | 13.7 (56.7)                   | 17.9 (64.2)                   | 21.8 (71.2)                   | 22.7 (72.9)                   | 18.5 (65.3)                   | 11.8 (53.2)                   | 5.5 (41.9)                    | 0.2 (32.4)                    | 9.8 (49.6)                    |
| 平均最低気温 °C （°F）             | −6.9 (19.6)                   | −6.6 (20.1)                   | −3.1 (26.4)                   | 1.8 (35.2)                    | 7.8 (46)                      | 13.3 (55.9)                   | 17.9 (64.2)                   | 18.7 (65.7)                   | 14.2 (57.6)                   | 6.8 (44.2)                    | 0.5 (32.9)                    | −3.7 (25.3)                   | 5.1 (41.2)                    |
| 最低気温記録 °C （°F）             | −22.3 (−8.1)                  | −22.5 (−8.5)                  | −16.8 (1.8)                   | −9.3 (15.3)                   | −1.9 (28.6)                   | 2.0 (35.6)                    | 6.6 (43.9)                    | 7.3 (45.1)                    | 1.6 (34.9)                    | −3.8 (25.2)                   | −9.1 (15.6)                   | −18.7 (−1.7)                  | −22.5 (−8.5)                  |
| 降水量 mm （inch）                 | 43.3 (1.705)                  | 36.9 (1.453)                  | 72.9 (2.87)                   | 85.6 (3.37)                   | 102.7 (4.043)                 | 110.5 (4.35)                  | 170.1 (6.697)                 | 162.1 (6.382)                 | 151.8 (5.976)                 | 113.0 (4.449)                 | 68.2 (2.685)                  | 58.0 (2.283)                  | 1,175.1 (46.264)              |
| 降雪量 cm （inch）                 | 86 (33.9)                     | 70 (27.6)                     | 36 (14.2)                     | 2 (0.8)                       | 0 (0)                         | 0 (0)                         | 0 (0)                         | 0 (0)                         | 0 (0)                         | 0 (0)                         | 3 (1.2)                       | 46 (18.1)                     | 243 (95.7)                    |
| 平均降水日数 （≥1.0 mm）           | 9.9                           | 8.5                           | 10.7                          | 10.4                          | 10.9                          | 9.9                           | 13.0                          | 10.9                          | 11.8                          | 11.2                          | 10.9                          | 10.6                          | 128.7                         |
| 平均月間日照時間                   | 99.7                          | 103.3                         | 143.7                         | 169.8                         | 178.6                         | 148.7                         | 127.9                         | 144.7                         | 123.2                         | 130.1                         | 117.8                         | 92.6                          | 1,580.1                       |
| 出典1：Japan Meteorological Agency |                               |                               |                               |                               |                               |                               |                               |                               |                               |                               |                               |                               |                               |
| 出典2：気象庁                      |                               |                               |                               |                               |                               |                               |                               |                               |                               |                               |                               |                               |                               |

## 歴史

### 城下町としての遠野
徳川家康に臣従し、盛岡藩を成立させた南部利直は領内の基盤整備に取りかかった。それまで遠野を領有していた阿曽沼氏や鱒沢氏を追放し、根城南部氏の八戸直義を転封して仙台藩領と隣接する遠野の統治にあたらせた。1627年（寛永4年）、直義は遠野鍋倉城主として12,500石を与えられた。以後明治維新までの約240年間、遠野は遠野南部氏の城下町として存続した。
歴代当主は盛岡藩御三家の一つとして盛岡に常駐していたため、実際の政務は鍋倉城代である重鎮の家老達により行われていた。現在も穀町、大工町、材木町、六日町という地名に城下町の名残を見ることができる。

### 沿革
- 1889年（明治22年）4月1日 - 町村制の施行に伴い、横田村が単独で町制施行して西閉伊郡遠野町が発足。
- 1897年（明治30年）4月1日 - 郡制の施行により、西閉伊郡と南閉伊郡の区域をもって上閉伊郡が発足。上閉伊郡遠野町となる。
- 1954年（昭和29年）12月1日 - 青笹村・綾織村・小友村・上郷村・附馬牛村・土淵村・松崎村と合併して遠野市が発足。
- 1955年（昭和30年）6月25日 - 初代「遠野市民歌」を制定。
- 2005年（平成17年）10月1日 - （旧）遠野市が上閉伊郡宮守村と合併し、新制の遠野市が発足。
- 2006年（平成18年）9月6日 - 2代目「遠野市民歌」を制定。

## 行政
庁舎
- とぴあ庁舎（遠野ショッピングセンターとぴあ）
- 宮守総合支所

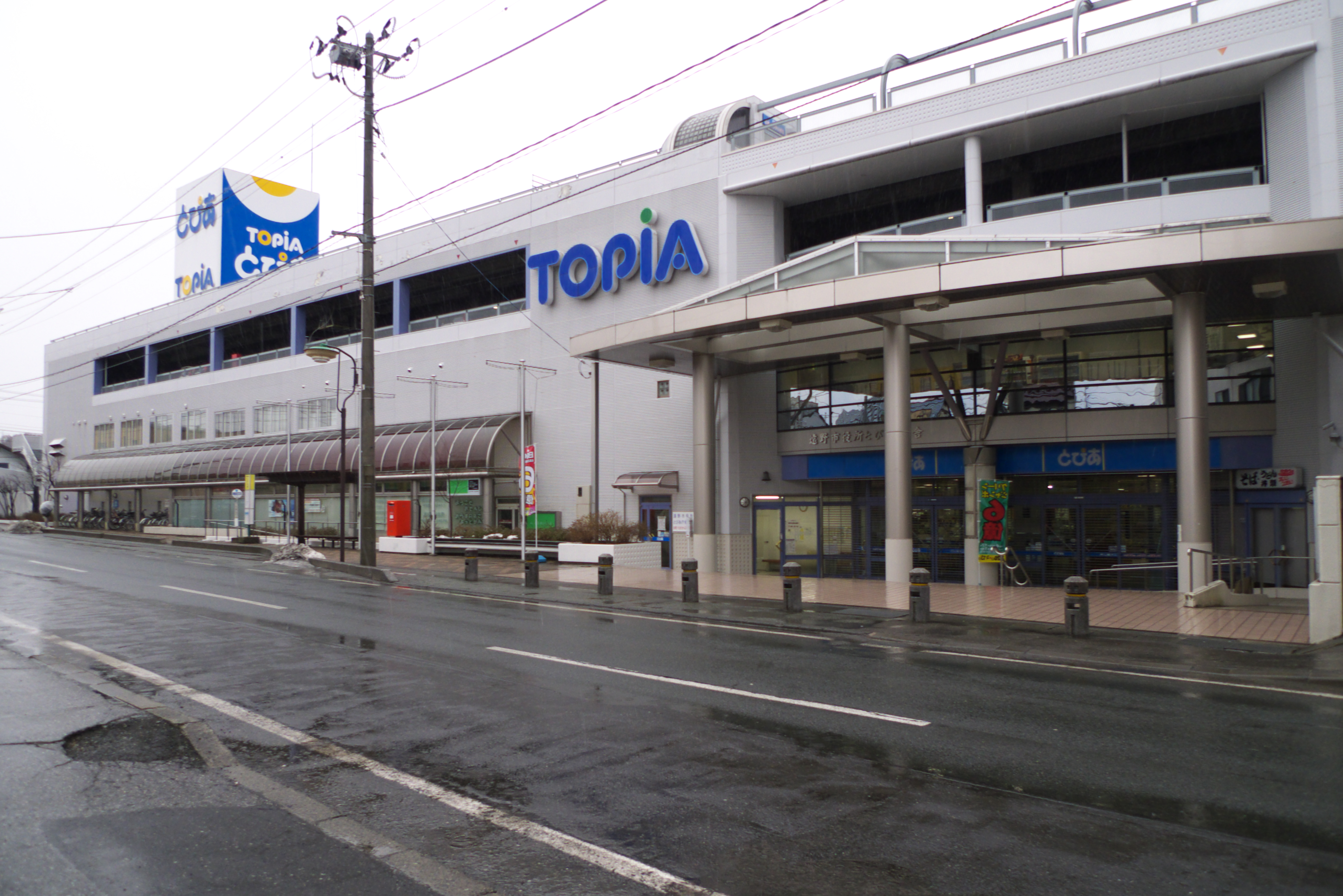
遠野駅前にある遠野ショッピングセンター「とぴあ」。2011年以降、遠野市役所のとぴあ庁舎が入居している。
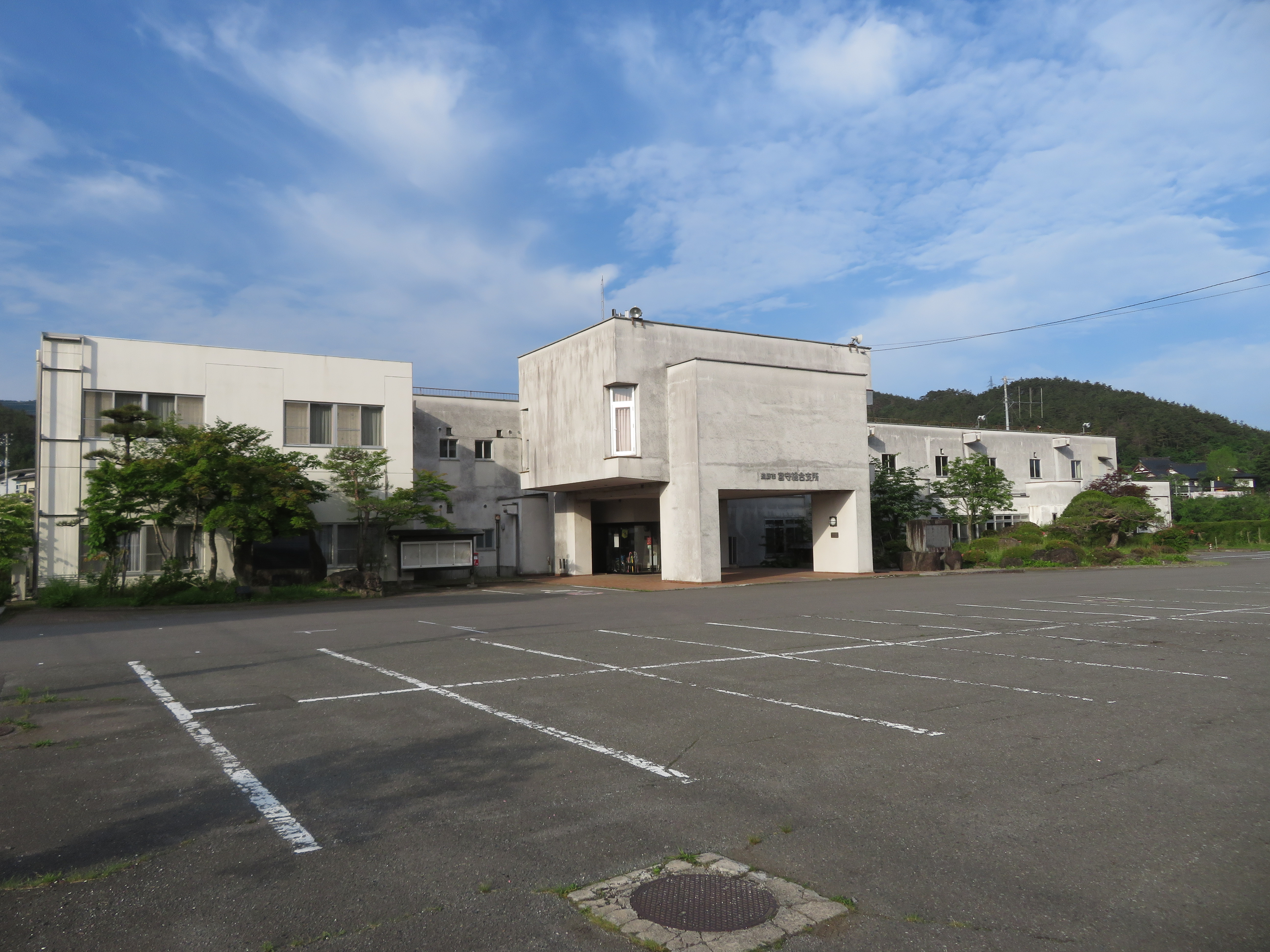
宮守総合支所（旧宮守村役場）

### 歴代市長
- 「昭和の大合併」以後

| 代 | 氏名         | 就任                      | 退任                      | 備考           |
| -- | ------------ | ------------------------- | ------------------------- | -------------- |
| −  | 沼里末吉     | 1954年（昭和29年）12月1日 | 1955年（昭和30年）1月17日 | 市長職務執行者 |
| 1  | 佐々木三和吉 | 1955年（昭和30年）1月18日 | 1959年（昭和34年）1月17日 |                |
| 2  | 村上順弥     | 1959年（昭和34年）1月18日 | 1963年（昭和38年）1月17日 |                |
| 3  | 村上順弥     | 1963年（昭和38年）1月18日 | 1967年（昭和42年）1月17日 |                |
| 4  | 工藤千蔵     | 1967年（昭和42年）1月18日 | 1971年（昭和46年）1月17日 |                |
| 5  | 工藤千蔵     | 1971年（昭和46年）1月18日 | 1975年（昭和50年）1月17日 |                |
| 6  | 工藤千蔵     | 1975年（昭和50年）1月18日 | 1979年（昭和54年）1月17日 |                |
| 7  | 工藤千蔵     | 1979年（昭和54年）1月18日 | 1982年（昭和57年）3月5日  |                |
| 8  | 小原正巳     | 1982年（昭和57年）4月25日 | 1986年（昭和61年）4月24日 |                |
| 9  | 小原正巳     | 1986年（昭和61年）4月25日 | 1990年（平成2年）4月24日  |                |
| 10 | 小原正巳     | 1990年（平成2年）4月25日  | 1994年（平成6年）4月24日  |                |
| 11 | 菊池正       | 1994年（平成6年）4月25日  | 1998年（平成10年）4月24日 |                |
| 12 | 菊池正       | 1998年（平成10年）4月25日 | 2002年（平成14年）4月24日 |                |
| 13 | 本田敏秋     | 2002年（平成14年）4月25日 | 2005年（平成17年）9月30日 |                |

- 「平成の大合併」以後

| 代 | 氏名     | 就任                       | 退任                       | 備考                         |
| -- | -------- | -------------------------- | -------------------------- | ---------------------------- |
| −  | 佐々木廣 | 2005年（平成17年）10月1日  | 2005年（平成17年）10月23日 | 市長職務執行者、元・宮守村長 |
| 1  | 本田敏秋 | 2005年（平成17年）10月23日 | 2009年（平成21年）10月22日 |                              |
| 2  | 本田敏秋 | 2009年（平成21年）10月23日 | 2013年（平成25年）10月22日 |                              |
| 3  | 本田敏秋 | 2013年（平成25年）10月23日 | 2017年（平成29年）10月22日 |                              |
| 4  | 本田敏秋 | 2017年（平成29年）10月23日 | 2021年（令和3年）10月22日  |                              |
| 5  | 多田一彦 | 2021年（令和3年）10月23日  | 現職                       |                              |

## 姉妹都市・友好都市

### 国内
- 武蔵野市（東京都）
旧・遠野市が1988年（昭和63年）友好都市提携。
- 菊池市（熊本県）
旧・遠野市が1998年（平成10年）8月1日友好都市宣言。
2006年（平成18年）4月8日友好都市共同宣言。
かつて肥後国の菊池氏の一族が現在の遠野市近辺に移ってきたことにはじまり、現在でも菊池姓が全世帯の約2割を占めるなどの縁の深さから締結。
- 西米良村（宮崎県）
2006年（平成18年）10月1日友好都市共同宣言。
- 三鷹市（東京都）
旧・遠野市が1989年（平成元年）8月27日友好市町村共同宣言。
- 大府市（愛知県）
2008年（平成20年）2月1日災害時相互応援協定締結及び「で・くらす遠野」中京本部を開所。
2010年（平成22年）10月1日友好都市提携。
- 福崎町（兵庫県）
2014年（平成26年）8月23日友好都市共同宣言。
『遠野物語』の著者である柳田國男のゆかりの地。

### 国外
- サレルノ市（イタリア共和国 カンパニア州 サレルノ県）
旧・遠野市が1984年（昭和59年）8月8日姉妹都市提携。
2023年から交流事業の方向性について複数回問い合わせたものの応答が無く、関係が成立しないと判断し、2025年3月をもって締結を解消する方針である[2]。
- チャタヌーガ市（アメリカ合衆国 テネシー州）
遠野市が2017年（平成29年）9月15日姉妹都市提携。
1990年（平成2年）より行われている中高生海外派遣交流事業をきっかけに締結された。

## 公的機関

### 警察
- 岩手県遠野警察署

### 消防
- 遠野市消防本部
  - 遠野消防署
    - 宮守出張所

### 医療
- 岩手県立遠野病院

## 経済・産業
基幹産業は農業である。全就業者の中で農業就業者の占める割合は、1950年時点で73%であったが、1960・1970年代を中心に減少し、2005年には22%まで低下した。代わって、サービス業・製造業・建設業等の就業者割合が増加している。

### 商業
JR遠野駅周辺に複数の商店街が形成され、商店や宿泊施設が密集している。又、遠野市街地から早瀬川を越え、国道283号（遠野バイパス）沿いにロードサイド店が集中している。

#### 主な商業施設
- 遠野ショッピングセンターとぴあ（旧・遠野サティ）
- アクティマーケットプレイス 遠野店
- DCMホーマック遠野店

### 市内に本社を置く主要企業
- キクコウストア（小売業）
- 多田工務店（建設業）
- 岩手アパレル（スラックス製造）
- 泉商店（建材・リフォーム）

- 遠野精密（時計製造）
- トーノ精密（プラスチック・金属製造）
- 寿工業（建設・土木業）
- みずかみ（小売業）

### 市内に拠点事務所を置く主要企業
- 筑波ダイカスト工業 遠野工場（金属製品）
- SMC 遠野工場（自動制御機器）
- オサダ 岩手事業所（精密機器）

### その他
- 遠野商工会
- 遠野地方森林組合

## 地域

### 金融機関
農協・生協
- 花巻農業協同組合
- 全労済

## 教育

### 高等学校
- 岩手県立遠野高等学校
- 岩手県立遠野緑峰高等学校

※以下は廃校（新制 遠野市以降）
- 岩手県立遠野高等学校情報ビジネス校（2008年・遠野高へ統合、2010年・閉校）

### 中学校
- 遠野市立遠野中学校
- 遠野市立遠野東中学校
- 遠野市立遠野西中学校

※以下は廃校（新制 遠野市以降）
- 遠野市立大出中学校（2007年・附馬牛中へ統合）
- 遠野市立遠野中学校〈旧〉（2013年・統合により遠野中〈新〉へ）
- 遠野市立綾織中学校（同上）
- 遠野市立附馬牛中学校（同上）
- 遠野市立土淵中学校（2013年・統合により遠野東中へ）

- 遠野市立青笹中学校（同上）
- 遠野市立上郷中学校（同上）
- 遠野市立小友中学校（2013年・統合により遠野西中へ）
- 遠野市立宮守中学校（同上）

### 小学校
- 遠野市立遠野小学校
- 遠野市立遠野北小学校
- 遠野市立綾織小学校
- 遠野市立小友小学校
- 遠野市立附馬牛小学校
- 遠野市立土淵小学校

- 遠野市立青笹小学校
- 遠野市立上郷小学校
- 遠野市立宮守小学校
- 遠野市立達曽部小学校
- 遠野市立鱒沢小学校

※以下は廃校（新制 遠野市以降）
- 遠野市立大出小学校（2007年・附馬牛小へ統合）

### 特別支援学校
- 岩手県立花巻清風支援学校遠野分教室

### 学校教育以外の施設
自動車教習所
- 遠野ドライビングスクール

### 社会教育施設
図書館
各地域を対象に移動図書館を実施している。
- 遠野市立図書館
- 宮守ゆうYOUソフト館（分館）

博物館など
- 遠野市立博物館
- とおの物語の館
- 遠野城下町資料館

- 遠野蔵の道ギャラリー
- 遠野ふるさと村自然資料館
- 天ヶ森ガラス絵館
- 加守田章二陶房跡

文化センター
- 遠野市民センター
  - 大ホール　客席：924席（1階：401席、2階：523席）

体育施設
- 遠野市民体育館（体育ホール：1,360㎡、武道ホール：270㎡）
- 遠野運動公園：野球場、陸上競技場、テニスコート、多目的運動広場
- 遠野市民運動場：サッカー場、銀河の森総合運動公園
- 国体記念公園市民サッカー場
- 遠野市民プール
- 宮守体育館
- 遠野市野営場等林間休養施設：ロッジ赤羽根、赤羽根バンガロー
- 稲荷下屋内運動場
- 早瀬川緑地（野球場）
- 赤羽根スキー場

## 郵便
郵便局
- 遠野郵便局（集配局）
- 小友郵便局（集配局）
- 宮守郵便局（集配局）
- 岩手上郷郵便局
- 附馬牛郵便局
- 達曽部郵便局

- 青笹郵便局
- 遠野新町郵便局
- 綾織郵便局
- 遠野松崎郵便局
- 土淵郵便局

簡易郵便局
- 上宮守簡易郵便局
- 鱒沢簡易郵便局
- 二日町簡易郵便局

## 交通

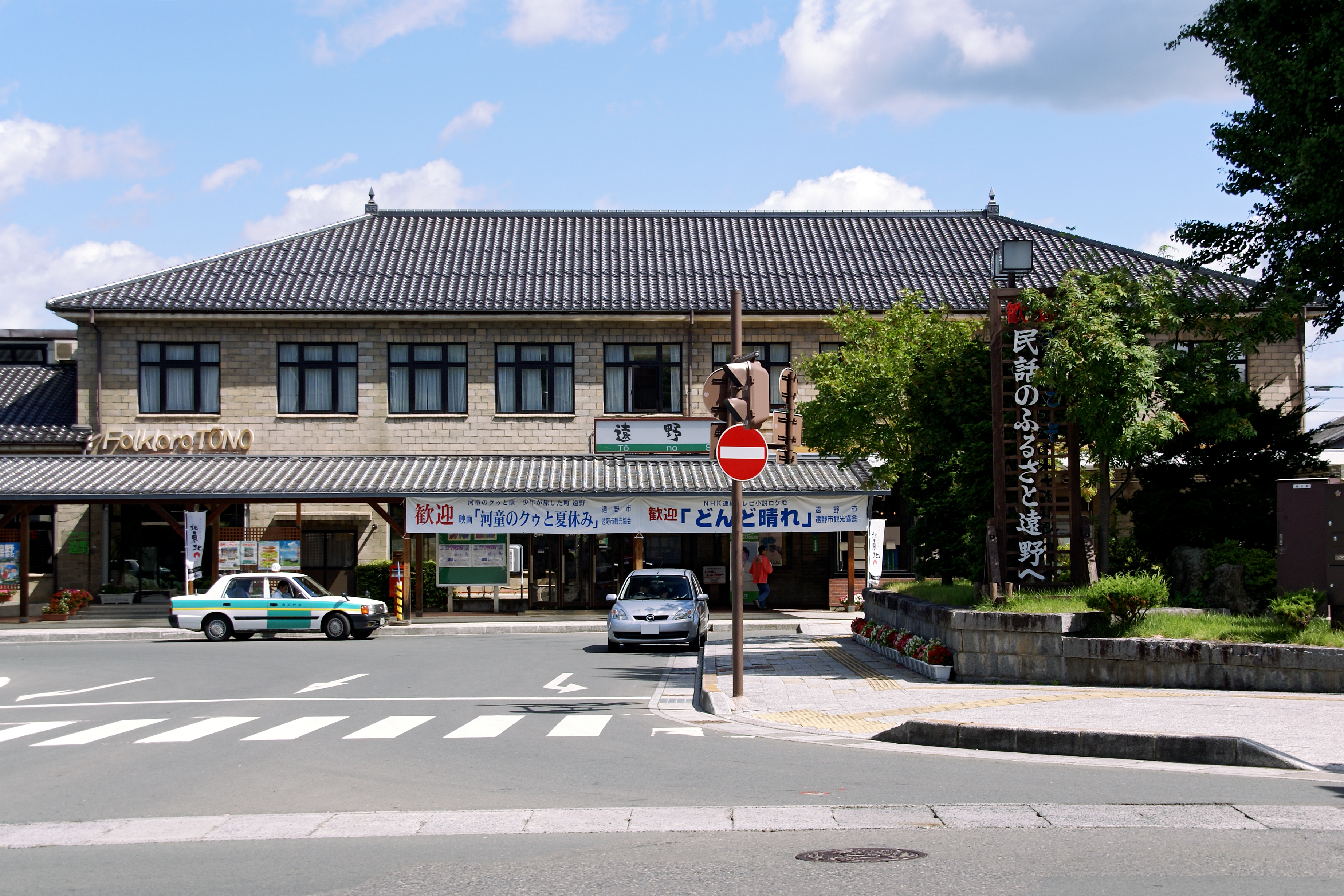
遠野駅

### 鉄道
- 東日本旅客鉄道（JR東日本）
  - 釜石線：岩根橋駅 - 宮守駅 - 柏木平駅 - 鱒沢駅 - 荒谷前駅 - 岩手二日町駅 - 綾織駅 - 遠野駅 - 青笹駅 - 岩手上郷駅 - 平倉駅 - 足ケ瀬駅

中心となる駅：遠野駅

### バス
- 高速バス・急行バス
  - 特急釜石盛岡線：一度廃止されたが、2007年（平成19年）12月に再開。市内は赤川橋 - 遠野駅前 - 千葉屋敷 - 達曽部を経由。
  - 急行盛岡大船渡線：遠野経由（盛岡 - 大迫 - 遠野 - 赤羽根峠 - 世田米 - 大船渡）と荷沢峠経由（盛岡 - 東北自動車道 - 釜石自動車道 - 東和 - 荷沢峠 - 世田米 - 大船渡）がある。
- 路線バス
  - 早池峰バス：旧・遠野市内を中心に各方面へ運行。岩手県交通やJRバス東北から引き継いだ路線を主とする。2017年（平成29年）4月1日付けで親会社である岩手県交通に統合された。
  - 住田町コミュニティバス：遠野駅〜岩手八日町（旧・JRバス遠野本線→住田交運遠野線）の運行。住田交運に委託。
  - 遠野市営バス：旧・宮守村内の運行。以前は岩手県交通→早池峰バスの路線が大半。

### 道路
高速道路
- E46 釜石自動車道
  - 新直轄方式区間（東和 - 遠野）
    - （奥州市）- (4) 宮守IC - (5) 遠野IC

  - ※一般国道283号遠野道路
    - (5) 遠野IC - (6) 遠野住田IC

  - ※一般国道283号仙人峠道路
    - (6) 遠野住田IC -（気仙郡住田町）

※並行する自動車専用区間
一般国道
- 国道107号
- 国道283号
- 国道340号
- 国道396号

県道
- 主要地方道
  - 岩手県道25号紫波江繋線
  - 岩手県道35号釜石遠野線
- 一般県道
  - 岩手県道121号遠野停車場線
  - 岩手県道160号土淵達曽部線
  - 岩手県道161号達曽部下宮守線
  - 岩手県道174号小友米里線
  - 岩手県道178号下宮守田瀬線
  - 岩手県道238号遠野住田線
  - 岩手県道503号遠野東和自転車道線

道の駅
- みやもり（国道283号）
- 遠野風の丘（同上）

## 名所・旧跡・観光スポット
前述の通り、遠野市は柳田國男の『遠野物語』の舞台であることから、市は「民話のふるさと」のキャッチフレーズのもと、民話とその背景となる伝統文化を主な資源として観光者誘致を図っている。市の公式キャラクターは、「カリンちゃん」および「くるりんちゃん」である。

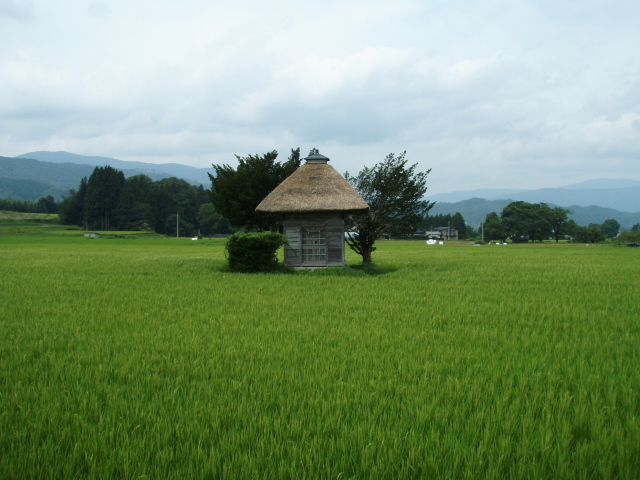
荒神神社
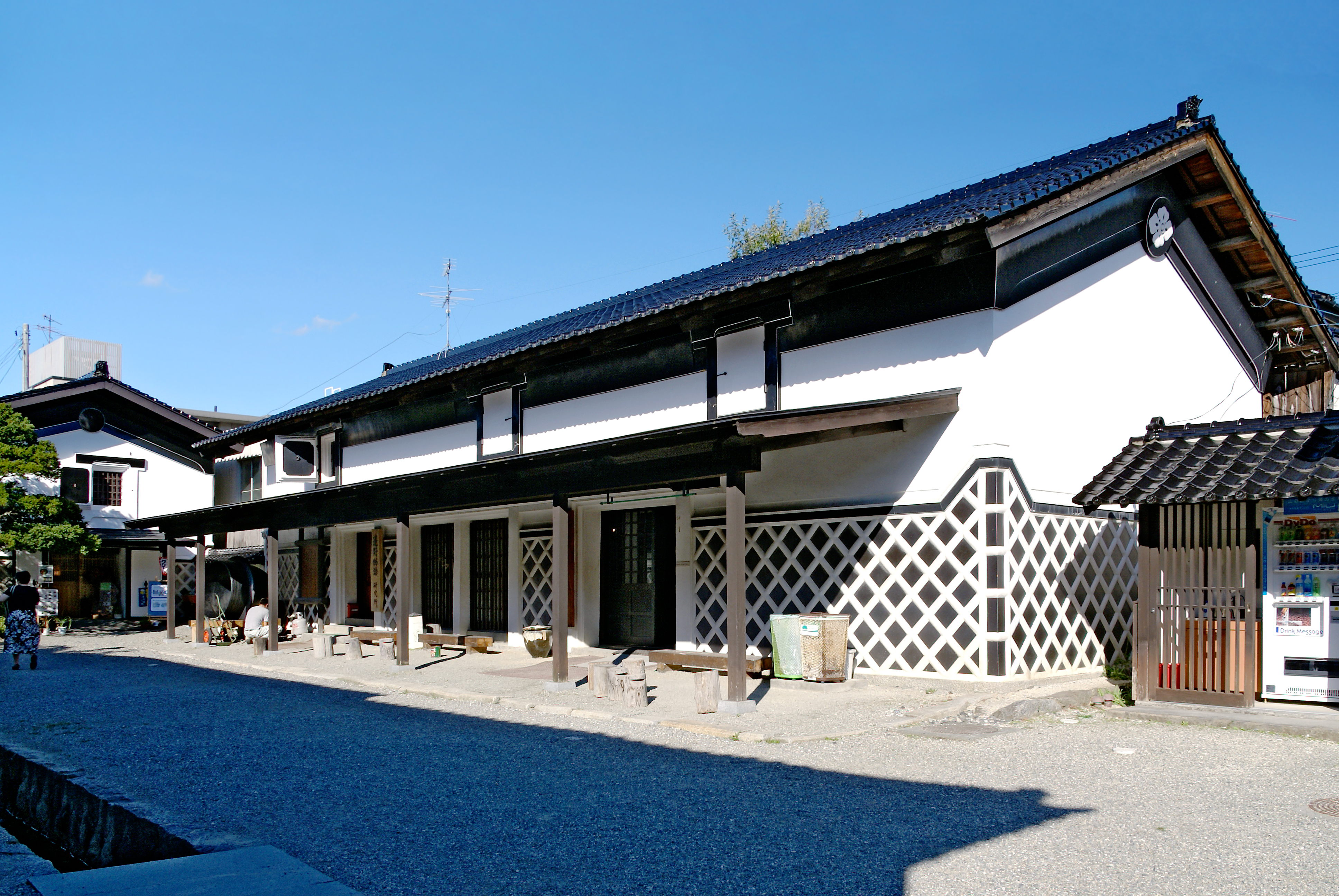
とおの物語の館
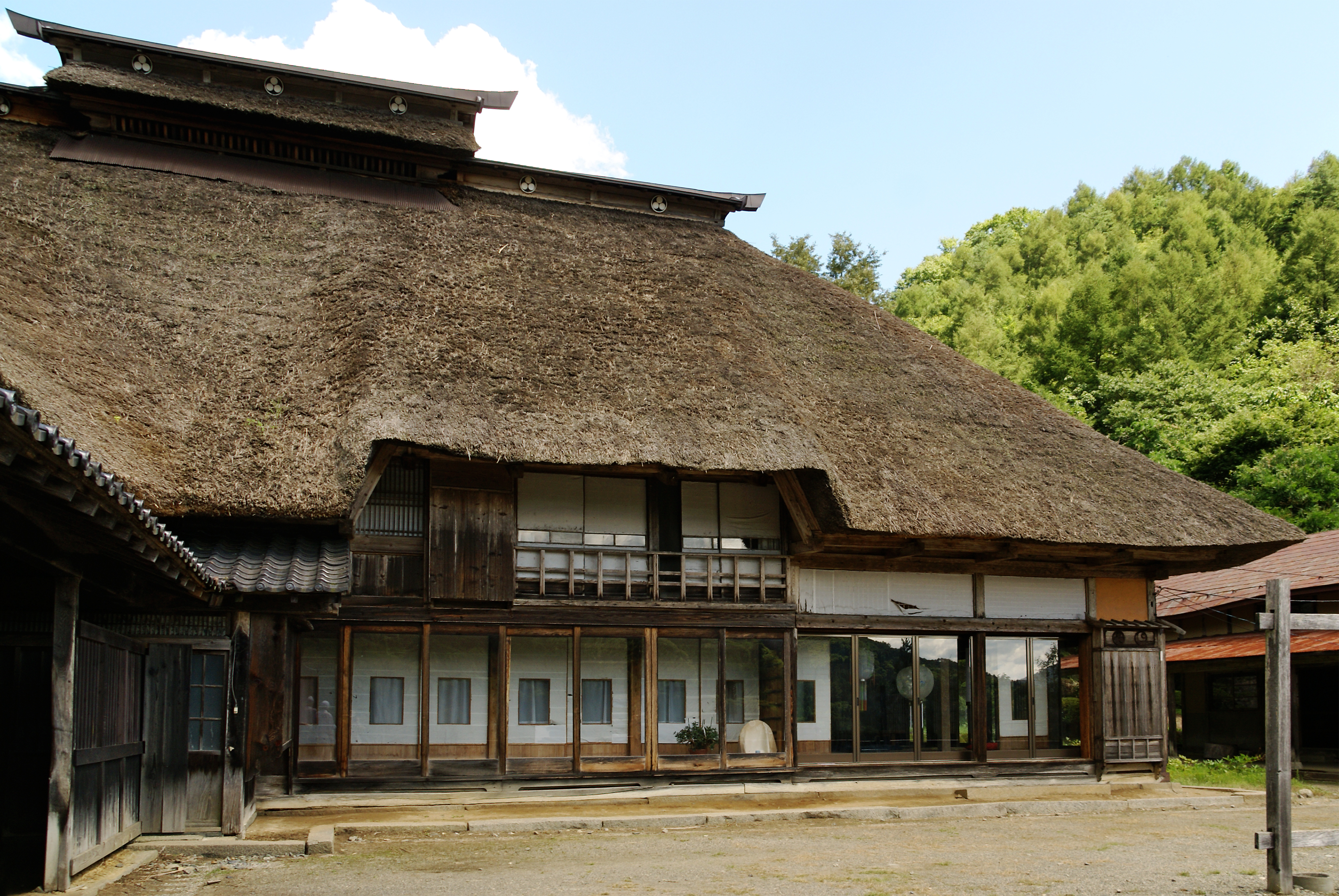
千葉家の曲り家
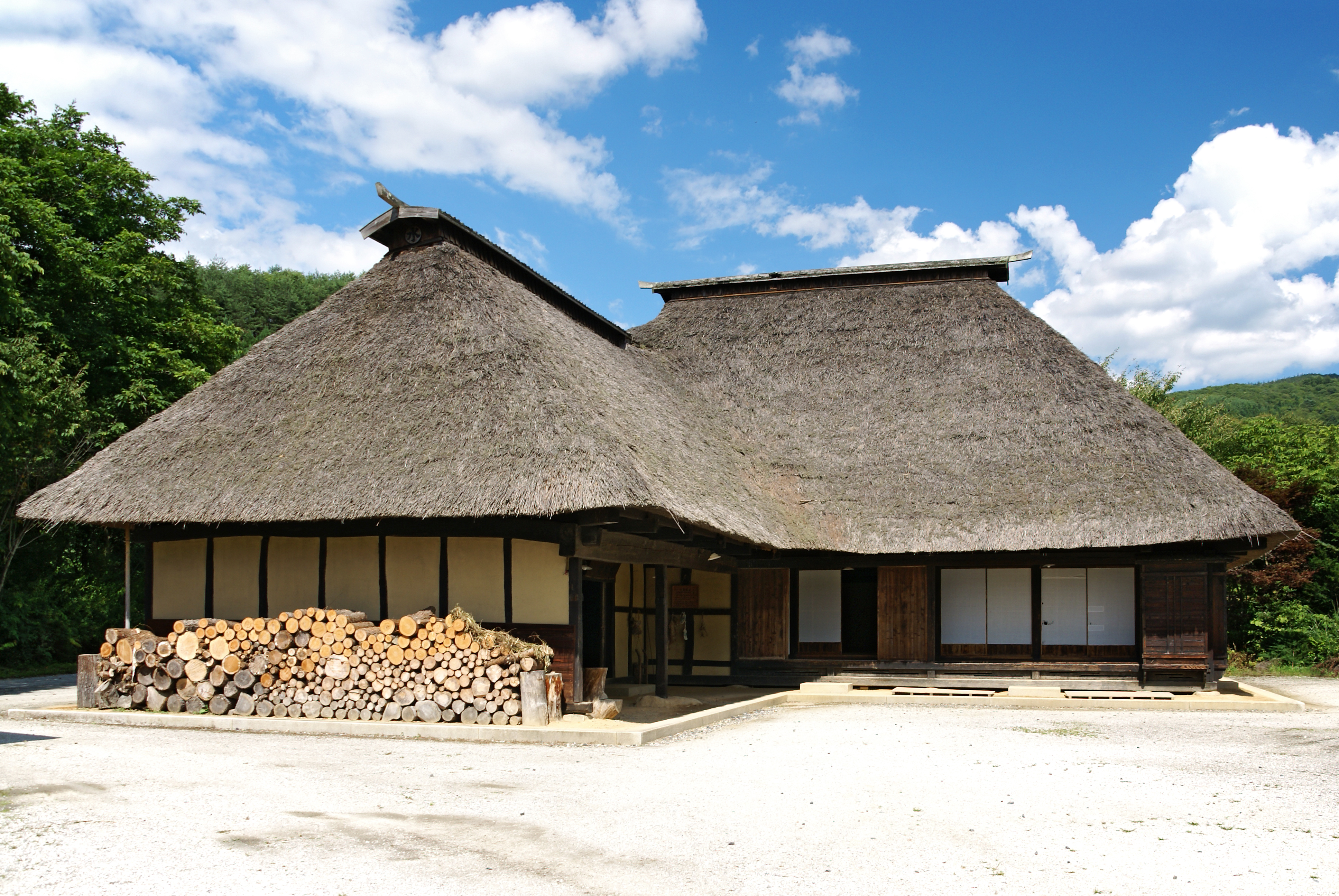
遠野ふるさと村
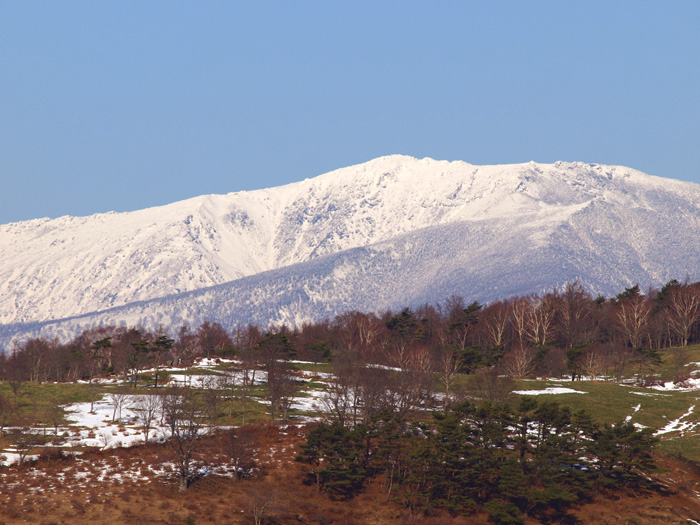
早池峰山
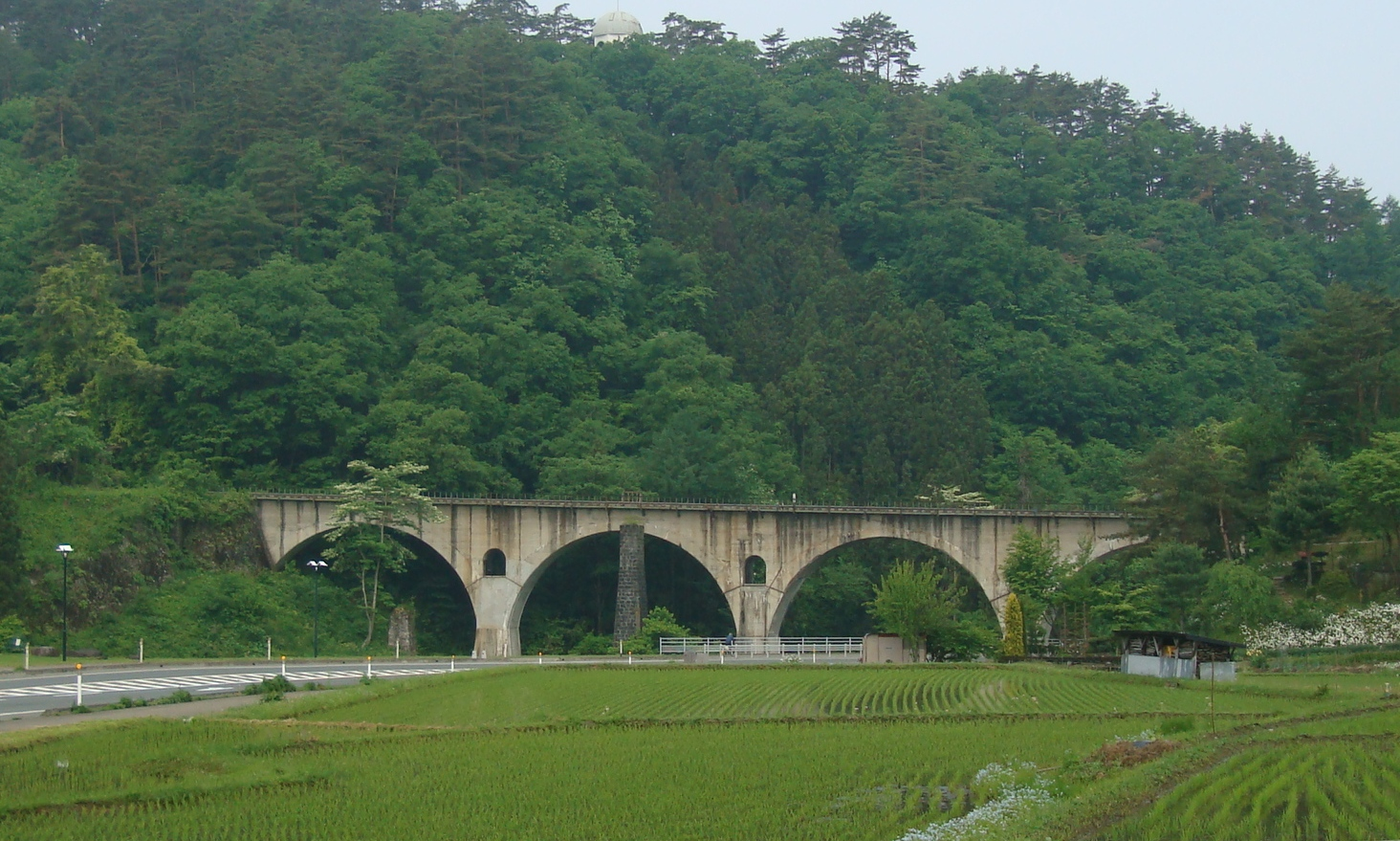
宮守川橋梁

- カッパ淵
- 常堅寺
- 伝承園
- 鍋倉公園（鍋倉城址）
- 南部神社
- 荒神神社
- 遠野市立博物館
- とおの物語の館
- 遠野蔵の道ギャラリー
- 遠野城下町資料館
- 卯子酉様
- 五百羅漢
- 福泉寺
- 善明寺
- 千葉家住宅（千葉家の曲り家）
- 遠野ふるさと村
- 金取遺跡（日本最古の遺跡）
- 山崎のコンセイサマ
- 程洞のコンセイサマ
- 早池峰山
- 早池峰神社
- 宮守川橋梁
- 高清水展望台
- 続石[5]
- 上附馬牛・大出 - にほんの里100選

## 文化

### 祭り
- 日本のふるさと遠野まつり（毎年9月）
- 遠野納涼花火まつり（毎年8月）
- 遠野ホップ収穫祭（2015年より毎年8月開催）

### グルメ
遠野は北海道と並びジンギスカンの人気が高い。一般的な焼き肉と違い、遠野ではジンギスカンを食べる際に金属製のバケツ（ジンギスカンバケツ）の中に固形燃料を入れ、バケツの上にジンギスカン鍋をのせて肉を焼いて食べるのが一般的である。
また、酒と関わりも深くビールの原料であるホップの生産やどぶろくの生産にも力を入れている。

## スポーツチーム
サッカー
- 遠野クラブ（東北社会人サッカーリーグ2部所属）

## 遠野を舞台にした作品
小説
- 遠野物語（柳田國男）
- 遠野へ（水野葉舟）
- 聴耳草紙（佐々木喜善）
- 新釈遠野物語（井上ひさし）
- 遠野殺人事件（内田康夫）
- 遠野伝説殺人事件（「遠野わらべ唄殺人事件」を改題、西村京太郎）
- ヤマユリワラシ -遠野供養絵異聞-（澤見彰）
- 僕らのネクロマンシー（佐々木大輔）
- 遠巷説百物語（京極夏彦）

映画
- どこかに美しい村はないか（監督：能勢広）

漫画・アニメ
- 魔法遣いに大切なこと（原作：山田典枝、作画：よしづきくみち）
- 河童のクゥと夏休み（原作：木暮正夫、監督：原恵一）
- 水木しげるの遠野物語（水木しげる）
- 遠野モノがたり（小坂俊史）
- ぬらりひょんの孫（椎橋寛）
- ニタイとキナナ（高室弓生）
- 語りべ少女ほのか（石川プロ）

ゲーム
- 真かまいたちの夜 11人目の訪問者（チュンソフト）

テレビドラマ
- SR サイタマノラッパー 〜マイクの細道〜 第4話、第5話（テレビ東京）
- 作家六波羅一輝の推理シリーズ　第一シリーズ

## 著名な出身者
- 伊藤博英 - アナウンサー
- 伊能嘉矩 - 人類学者
- 奥友志津子 - 漫画家
- 六華亭遊花 - アナウンサー
- 菊池新吉 - サッカー選手
- 菊池利三 - サッカー選手（菊池新吉の弟）
- 菊池直喜 - サッカー選手
- 菊池弥生 - 博物館学者（岸田袈裟の姪）
- 菊池幸見 - アナウンサー
- 岸田袈裟 - 栄養学者、少年ケニヤの友副理事長
- 行田邦子 - 参議院議員、埼玉県行田市市長
- 佐々木喜善（佐々木鏡石） - 民俗学者
- 船越由佳 - シンガーソングライター、Yuka & Chronoship
- 山奈宗真 - 自由民権運動家
- 伊藤一三 - 口腔解剖学
- 多田重美 – 埼玉県八潮市前市長
- 北湯口舞 - 歌手、シンガーソングライター
- 若竹千佐子 - 作家
- 倉岡晋也 - クリエイティブディレクター、スタイリスト